# گلجه (زنجان)
گلجه (زنجان)، روستایی از توابع بخش قره‌پشتلو شهرستان زنجان در استان زنجان ایران است.

## جمعیت
این روستا در دهستان قره‌پشتلو بالا قرار دارد و براساس سرشماری مرکز آمار ایران در سال ۱۳۸۵، جمعیت آن ۳۷۴ نفر (۸۴خانوار) بوده‌است.